# Else Thoresen
Else Thoresen (* 19. Januar 1961) ist eine norwegische Badmintonspielerin. Petter Thoresen ist ihr Bruder.

## Karriere
Else Thoresen war eine der erfolgreichsten Badmintonspielerinnen in Norwegen in den 1970er Jahren bis hinein in die 1980er. Insgesamt gewann sie zwölf Juniorentitel und 19 Titel bei den Erwachsenen in ihrer Heimat. Bei der Junioreneuropameisterschaft 1979 wurde sie Zweite im Einzel. 1980 nahm sie an den Badminton-Weltmeisterschaften teil.

## Sportliche Erfolge
| Saison | Veranstaltung                                | Disziplin   | Platz | Name                                   |
| ------ | -------------------------------------------- | ----------- | ----- | -------------------------------------- |
| 1974   | Norwegen: Einzelmeisterschaften der Junioren | Mixed       | 1     | Geir Andersen / Else Thoresen          |
| 1975   | Norwegen: Einzelmeisterschaften              | Mixed       | 1     | Harald Nettli / Else Thoresen          |
| 1975   | Norwegen: Einzelmeisterschaften              | Damendoppel | 1     | Bodil Aabol / Else Thoresen            |
| 1975   | Norwegen: Einzelmeisterschaften der Junioren | Damendoppel | 1     | Anne Svarstad / Else Thoresen          |
| 1975   | Norwegen: Einzelmeisterschaften der Junioren | Mixed       | 1     | Geir Andersen / Else Thoresen          |
| 1976   | Norwegen: Einzelmeisterschaften              | Damendoppel | 1     | Anne Svarstadt / Else Thoresen         |
| 1976   | Norwegen: Einzelmeisterschaften              | Mixed       | 1     | Hans Sperre / Else Thoresen            |
| 1976   | Norwegen: Einzelmeisterschaften der Junioren | Mixed       | 1     | Nils Gunnar Boe / Else Thoresen        |
| 1977   | Norwegen: Einzelmeisterschaften              | Damendoppel | 1     | Anne Svarstadt / Else Thoresen         |
| 1977   | Norwegen: Einzelmeisterschaften              | Dameneinzel | 1     | Else Thoresen                          |
| 1977   | Norwegen: Einzelmeisterschaften              | Mixed       | 1     | Hans Sperre / Else Thoresen            |
| 1977   | Nordische Juniorenmeisterschaften            | Dameneinzel | 1     | Else Thoresen                          |
| 1977   | Norwegen: Einzelmeisterschaften der Junioren | Damendoppel | 1     | Kristin Rasmussen / Else Thoresen      |
| 1977   | Norwegen: Einzelmeisterschaften der Junioren | Mixed       | 1     | Hans Christian Seeberg / Else Thoresen |
| 1977   | Norwegen: Einzelmeisterschaften der Junioren | Dameneinzel | 1     | Else Thoresen                          |
| 1978   | Norwegen: Einzelmeisterschaften der Junioren | Damendoppel | 1     | Kari Johansen / Else Thoresen          |
| 1978   | Norwegen: Einzelmeisterschaften der Junioren | Dameneinzel | 1     | Else Thoresen                          |
| 1978   | Norwegen: Einzelmeisterschaften              | Dameneinzel | 1     | Else Thoresen                          |
| 1978   | Norwegen: Einzelmeisterschaften der Junioren | Mixed       | 1     | Oddvar Boe / Else Thoresen             |
| 1978   | Norwegen: Einzelmeisterschaften              | Damendoppel | 1     | Anne Svarstadt / Else Thoresen         |
| 1979   | Nordische Juniorenmeisterschaften            | Dameneinzel | 1     | Else Thoresen                          |
| 1979   | Norwegen: Einzelmeisterschaften              | Damendoppel | 1     | Anne Svarstadt / Else Thoresen         |
| 1979   | Norwegen: Einzelmeisterschaften der Junioren | Dameneinzel | 1     | Else Thoresen                          |
| 1979   | Junioren-Europameisterschaft                 | Dameneinzel | 2     | Else Thoresen                          |
| 1979   | Norwegen: Einzelmeisterschaften              | Dameneinzel | 1     | Else Thoresen                          |
| 1979   | Norwegen: Einzelmeisterschaften der Junioren | Damendoppel | 1     | Kari Johansen / Else Thoresen          |
| 1980   | Norwegian International                      | Dameneinzel | 1     | Else Thoresen                          |
| 1980   | Irish Open                                   | Dameneinzel | 1     | Else Thoresen                          |
| 1980   | Weltmeisterschaft                            | Dameneinzel | 17    | Else Thoresen                          |
| 1980   | Weltmeisterschaft                            | Damendoppel | 9     | Else Thoresen / Anne Skovgaard         |
| 1980   | Weltmeisterschaft                            | Mixed       | 17    | Klas-Gunnar Jönsson / Else Thoresen    |
| 1980   | Norwegen: Einzelmeisterschaften              | Dameneinzel | 1     | Else Thoresen                          |
| 1980   | Norwegen: Einzelmeisterschaften              | Damendoppel | 1     | Anne Svarstadt / Else Thoresen         |
| 1981   | Norwegen: Einzelmeisterschaften              | Damendoppel | 1     | Anne Svarstadt / Else Thoresen         |
| 1981   | Portugal International                       | Damendoppel | 1     | Marjan Ridder / Else Thoresen          |
| 1981   | Norwegen: Einzelmeisterschaften              | Dameneinzel | 1     | Else Thoresen                          |
| 1982   | Norwegen: Einzelmeisterschaften              | Mixed       | 1     | Hans Sperre / Else Thoresen            |
| 1982   | Norwegen: Einzelmeisterschaften              | Dameneinzel | 1     | Else Thoresen                          |
| 1982   | Norwegen: Einzelmeisterschaften              | Damendoppel | 1     | Karin Christensen / Else Thoresen      |
| 1983   | Norwegen: Einzelmeisterschaften              | Dameneinzel | 1     | Else Thoresen                          |